# Veronika Deseniška (Jurčič)
Dramo je napisal Josip Jurčič leta 1881. Godi se okoli leta 1424.

## Osebe
- Herman II., stari grof Celjski
- Fridrih, njegov sin
- Elizabeta, Fridrihova žena
- Deseničar, hrvaški plemenitaš
- Veronika, njegova hči
- Janko, Deseničarjev sorodnik
- Teta, Veronikina teta
- Meta, Veronikina služabnica
- Soteščan, vitez na dvoru Celjskih
- Strežaji, vitezi, poročnik, predsednik sodišča, sodniki, zagovornik, ljudstvo

## Vsebina

### 1. dejanje
Na Desenicah čakajo gosta, mogočnega Fridriha Celjskega. Janko Celjanov ne mara, rad bi za ta čas odšel z gradu, vendar mu Deseniški brani, pregovarja ga tudi Veronika, ki ima Janka sicer rada, a ji je pusto in hrepeni po veselem, bogatem življenju. Fridrih je prišel v zakotne Desenice na prošnjo svojega prijatelja Soteščana; ta bi se rad oženil z Veroniko, zato naj jo Fridrih povabi v Krško, v službo svoji ženi Elizabeti. Toda ko Fridrih Veroniko zagleda, mu je tako všeč, da jo povabi  s seboj. Veronika ponudbo kljub Jankovim svarilom vesela sprejme.

### 2. dejanje
Ljubosumni Soteščan izda Hermanu Fridrihovo ljubezen in Herman, ki se ne bi rad zameril hrvaškemu plemstvu, ukaže sinu, naj dekle nemudoma pošlje domov. Vendar se Fridrih, ki žene ne mara, Veroniki ne more odreči, prosi jo, naj se preseli na grad Ostrovec, kamor jo bo pospremil sam. Zaljubljena Veronika pristane, a brž se zave, da ne ravna prav, in ko se prav takrat pojavi Janko, se odloči, da se bo z njim vrnila domov. Fridrih, ki je bil njun pogovor slišal, skuša Janka oblastno pregnati, Janko potegne meč in v boju je Celjski ranjen. To Veroniko tako pretrese, da se zave svoje ljubezni; odkloni Jankovo pomoč in ostane, da bi stregla ljubemu.

### 3. dejanje
Po smrti bolehne žene se je Fridrih na skrivaj poročil z Veroniko, skupaj živita na Ostrovcu. Veronika je srečna, toda čuti, da skrivanje teži oba, zato Fridriha prosi, naj obelodani njuno zvezo. A Fridrih se boji oblastnega očeta, zlasti njegove grožnje, da bo prvorojenstvo predal drugemu sinu, Hermanu. Tedaj najavijo prihod starega Celjana. Veronika hoče pogumno stopiti predenj, toda Fridrih ji ukaže, naj se skrije in Veronika mora hočeš nočeš ubogati. Herman bi sina rad znova oženil, seveda po interesih hiše in rodu, in njegovih ugovorov noče niti poslušati; ali bo ubogal ali pa ... Medtem Soteščan izve, da je Fridrih z Veroniko poročen, in Herman pobesni: poroka ni veljavna, sin naj takoj in za zmeraj prekine zvezo z deseniško beračico, sicer ga požene od doma! Fridrih se ukloni, a v svojem slabištvu Veroniki ne zmore povedati resnice. Herman dekletu surovo sporoči svoj ukaz, sina odpelje, njo pa pusti pod nadzorom Soteščana.

### 4. dejanje
Janko je bil zastavil svoje življenje, da je Veroniko rešil z Ostrovca, zdaj bežita domov. Toda Veronika hoče v Celje, zvedeti mora, ali jo mož še ljubi ali ne, brez te gotovosti ne more živeti. Tako milo prosi, da Janko popusti. Soteščan poroča Hermanu o Veronikinem begu, pri katerem da ji je gotovo pomagal Fridrih. Herman skliče gospodo, pred vsemi razdedini nepokornega sina in ga kot ujetnika pošlje v Budimpešto; še to uro, morajo na pot! Tedaj pride Veronika; vso krivdo vzame nase in prosi usmiljenja za Fridriha. Toda Herman je trši od kamna, dekle veli nagnati z gradu, ne da bi jo poslušal. Ko pa hip zatem izve, da se je sin Herman smrtno ponesrečil, pobesni v sovraštvu: Veronika je kriva, coprnica je, ki podira njegov rod - za njo, na grmado mora!

### 5. dejanje
Obravnava zoper Veroniko je končana, sodišče se umakne, da bi sklepalo o sodbi. Tedaj se v dvorano prerine Janko in zabrusi Hermanu, da je podkupil priče, da je okrutnež in tiran. Herman ga ukaže prijeti, Veronika pa, da bi rešila prijatelja, edinega, ki ji je še ostal, javno izpove, da je res čarovnica. Janko je v boju s stražarji smrtno ranjen, umre v zavesti, da bo ljubljena kmalu prišla za njim. Sodišče Veroniko sicer oprosti, a ker je sama priznala čarovništvo, Herman sodbo razveljavi in dekle obsodi na smrt. Veronika izpove, da rada umrje, saj je vsem prinašala le nesrečo. A Herman, ki jo je žrtvoval svojemu ošabnemu imenu, s tem ne bo rešil svoje rodovine - pride dan, ko bodo rekli: grofje Celjski so bili, a jih ne bo nikdar več. Preklet je on in njegova slava!